# Tonje Angelsen
Tonje Angelsen (Trondheim, 17 gennaio 1990) è un'altista norvegese.
Ha un record personale outdoor di 1,97 m, stabilito durante i Campionati europei di Helsinki 2012, e un record personale indoor di 1,93 m. È allenata da Roger Hollup.

## Palmarès
| Anno | Manifestazione    | Sede           | Evento        | Risultato      | Prestazione | Note |
| ---- | ----------------- | -------------- | ------------- | -------------- | ----------- | ---- |
| 2006 | Mondiali juniores | Pechino        | Salto in alto | Qualificazione | 1,74 m      |      |
| 2008 | Mondiali juniores | Bydgoszcz      | Salto in alto | Qualificazione | 1,70 m      |      |
| 2009 | Europei juniores  | Novi Sad       | Salto in alto | Qualificazione | 1,73 m      |      |
| 2010 | Europei           | Barcellona     | Salto in alto | Qualificazione | 1,87 m      |      |
| 2011 | Europei indoor    | Parigi         | Salto in alto | Qualificazione | 1,92 m      |      |
| 2011 | Europei under 23  | Ostrava        | Salto in alto | 4ª             | 1,92 m      |      |
| 2011 | Mondiali          | Taegu          | Salto in alto | 22ª (q)        | 1,85 m      |      |
| 2012 | Mondiali indoor   | Istanbul       | Salto in alto | Qualificazione | 1,88 m      |      |
| 2012 | Europei           | Helsinki       | Salto in alto | Argento        | 1,97 m      |      |
| 2012 | Giochi olimpici   | Londra         | Salto in alto | Qualificazione | 1,85 m      |      |
| 2014 | Europei           | Zurigo         | Salto in alto | 9ª             | 1,90 m      |      |
| 2016 | Giochi olimpici   | Rio de Janeiro | Salto in alto | 32ª (q)        | 1,80 m      |      |
| 2018 | Europei           | Berlino        | Salto in alto | 24ª (q)        | 1,81 m      |      |
| 2019 | Europei indoor    | Glasgow        | Salto in alto | 14ª (q)        | 1,89 m      |      |